# United Methodist Church
United Methodist Church (UMC) – Den Forenede Metodistkirke er en kristen kirke der forstår sig selv som værende en del af den protestantiske kirke.
Det er en global kirke med tilstedeværelse i henved 130 lande; på verdensplan var der 12 millioner medlemmer i 2007: 8,0 millioner i USA, 3,5 millioner i Afrika, Asien og Europa. UMC er medlem af Kirkernes Verdensråd, Metodistisk Verdensråd og andre religiøse foreninger. UMC er den største metodistiske kirkesammenslutning i verden.

## Metodistkirken i Danmark
Den første metodist-menighed i Danmark blev oprettet i 1858 af den hjemvendte dansk-amerikaner Christian Willerup, der i USA var blevet uddannet og ordineret som metodistpræst. I 1865 fik Metodistkirken status som anerkendt trossamfund.

## Metodistisk Verdensråd
Metodisternes Verdensråd, grundlagt i 1881, er en sammenslutning af kirker i den metodistiske tradition, der omfatter de fleste af verdens wesleyanske kirker. Metodisternes Verdensråd omfatter 76 medlemskirker i 132 lande og repræsenterer omkring 75 millioner mennesker, hvilket gør metodismen til en af de større Protestantiske kirkeretninger på verdensplan.

### Metodistkirken i udlandet
- United Methodist Church
- African Methodist Episcopal Church[8]
- African Methodist Episcopal Zion Church[9]
- Church of the Nazarene[10]
- Den Britiske Metodistkirke[11]
- Christian Methodist Episcopal Church[12]
- Uniting Church i Australien[13]